# 别构酶
别构酶（英語：Allosteric enzyme，亦成为变构酶）是指活性受别构调节物调控的酶。从结构上来看，别构酶通常有两个及以上的亚基，亚基之间具有相互作用。调节物对酶的影响有两种：加入调节物之后酶活性增加的为正别构；反之称为负别构。

## 典型
- 正协同效应别构酶：天冬氨酸转氨甲酰酶
- 负协同效应别构酶：甘油醛-3-磷酸脱氢酶